# Northwest Airlines-vlucht 255
Northwest Airlines-vlucht 255 crashte tijdens het opstijgen op 16 augustus 1987, omdat de piloten de flaps en slats niet hadden uitgeklapt. Het ongeluk legde gebreken van checklists en het takeoff configuration warning system bloot.

## Vlucht
Het betrokken vliegtuig was een McDonnell Douglas MD-82 N312RC. Aan boord waren 149 passagiers en 6 bemanningsleden. Het werd bestuurd door gezagvoerder John R. Maus (57) en co-piloot David J. Dodds (35). De vlucht was vertrokken vanaf Minneapolis-Saint Paul International Airport in Minneapolis, had een tussenstop gemaakt op Tri-City Airport in Saginaw, stond nu op Detroit Metropolitan Wayne County Airport in Romulus, waarna het via Sky Harbor International Airport in Phoenix naar John Wayne Airport in Orange County zou vliegen.

## Crash
De vlucht vertrok met een half uur vertraging in slechte weersomstandigheden vanaf startbaan 21L (left). Vanwege een plotselinge verandering van windrichting wees de luchtverkeersleiding vlucht 255 echter op het laatste moment een andere startbaan toe: startbaan 3C. Vliegtuigen moeten altijd tegen de wind in opstijgen om zoveel mogelijk liftkracht (draagkracht) te genereren.
De verandering van startbaan zorgde voor verhoogde werkdruk en mogelijk stress in de cockpit. De crew vergat hierdoor de taxi-checklist uit te voeren, een van de checklists met stappen die vóór het vertrek doorlopen moet worden. Op die lijst staat onder meer het uitlaten van flaps en slats, uitschuifbare onderdelen waarmee het vleugeloppervlak uitgebreid kan worden, zodat het vliegtuig meer liftkracht heeft. Het is een essentiële stap om veilig op te kunnen stijgen.
Het vliegtuig steeg op met ingeklapte flaps. Het vliegtuig kwam los van de grond, maar kon geen hoogte winnen. Het helde naar links, raakte een lichtmast en belandde ondersteboven op een autoweg, waar het verongelukte en in brand vloog. Meer dan een kilometer aan wegdek was bezaaid met brokstukken.

## Slachtoffers
Alle inzittenden van het vliegtuig kwamen om, op één meisje na: de vierjarige Cecelia Cichan. Ze raakte zwaargewond, maar overleefde. Op het wegdek kwamen twee automobilisten om; vijf andere raakten gewond.

## Nasleep
Het Amerikaanse National Transportation Safety Board onderzocht het ongeval en legde de schuld bij de bemanning die de taxi-checklist had moeten uitvoeren en de flaps had moeten uitklappen. De bevindingen hieromtrent indiceren dat checklists en hun opbouw niet optimaal zijn. Bemanningsleden kunnen niet zien bij welke stap ze zijn. Als het doorlopen van een lijst wordt onderbroken, bestaat het risico dat stappen of checklists worden overgeslagen.
Daarnaast hadden de piloten een geluidswaarschuwing moeten krijgen van het takeoff configuration warning system toen ze probeerden op te stijgen. Dat gebeurde niet, doordat de P-40 circuit breaker (een elektrische schakelaar die het geluidswaarschuwingssysteem Central Aural Warning System (CAWS) van stroom voorziet) niet functioneerde. Hoe dat kwam, viel niet te achterhalen, doordat de schakelaar te ernstig beschadigd was. Het is echter mogelijk dat de piloten de schakelaar doelbewust hadden uitgeschakeld.